# Ruiloba
Ruiloba è un comune spagnolo di 769 abitanti situato nella comunità autonoma della Cantabria, comarca della Costa Occidental. Questo piccolo comune si trova fra il Mar Cantabrico al nord e una serie di colline che si elevano dai 200 ai 300 metri di altitudine al sud, e fra i due comuni di Alfoz de Lloredo e Comillas.

## Popolazione
È formato da otto piccoli nuclei abitati; La Iglesia è il capoluogo, con 144 abitanti, e un'altitudine di 35 m s.l.m., distante 43 km da Santander, capitale della Cantabria. La parte costiera del municipio è dominata da picchi a strapiombo sul mare e mostra un bel paesaggio marino nel quale trova posto la bella spiaggia di Luaña. La costa ricca di fauna marina è molto frequentata da pescatori e raccoglitori di crostacei e mitili. Il territorio interno è costituito da praterie percorse da ruscelli fra i quali il maggior è il Conchuga, che segna il confine orientale del municipio.
Come molti altri piccoli comuni della Cantabria anche Ruiloba è interessata da una progressiva diminuzione del numero degli abitanti nel corso del XX secolo. Dopo un andamento positivo limitato al primo ventennio del secolo, che comportò un aumento del numero degli abitanti da 1.007 del 1900 a 1.216 del 1920, cominciò una costante diminuzione che portò tale numero a 1064 nel 1940 e a 701 nel 1999. Le cause del calo del numero di abitanti sono il saldo migratorio negativo e l'invecchiamento della popolazione con conseguente diminuzione dell'indice di natalità.
L'economia tradizionalmente basata sull'attività agropastorale si è convertita in questi ultimi anni soprattutto nei servizi al turismo. Favorita dalla vicinanza di Comillas e Santillana del Mar, località di grandi attrattive turistiche, ha provveduto infatti a dotarsi di strutture ricettive e di ristorazione di completamento e supplenza a quelle di questi due centri.
La ripartizione della popolazione attiva a seconda del settore d'impiego vede infatti al primo posto il settore terziario dei servizi con il 47,4% del totale, seguito dal 27,9% dell'edilizia che beneficia dell'attività di costruzione di nuove strutture e dell'adattamento di strutture già esistenti, come case di campagna o edifici già adibiti ad altri usi, per soddisfare le esigenze dei turisti. Segue poi il settore primario soprattutto dell'allevamento del bestiame bovino con il 17,3% e infine il settore dell'industria con solo il 7,4%. L'industria è costituita da una impresa di piscicoltura che produce e commercializza rombi, da piccole imprese e da artigiani fra i quali si distinguono i ceramisti tradizionalmente apprezzati.

## Storia
La presenza umana risale al Paleolitico come attestano i giacimenti archeologici di diverse grotte che, dai reperti trovati e dall'arte rupestre che le adorna, si presume che servirono di rifugio e riparo agli uomini preistorici del Paleolitico. Seguirono poi gli stanziamenti dei celtocantabri e nel periodo romano il territorio di Ruiloba fu attraversato dalla cosiddetta Via Agrippa che, con un percorso al largo della costa, incrociava qui la strada che univa le miniere di Ruiseñada de Comillas a Portus Bendium porto romano identificato con l'attuale Suances.
Nel medioevo il territorio di Ruiloba fece parte del Valle de Alfoz de Laredo uno dei componenti la Merindad de las Asturias de santillana come si rileva da un atto di donazione alla Abadia de Santillana in cui si citano possedimenti in una zona del Rio de Loba (fiume della lupa uno dei ruscelli che solcano il territorio municipale) da cui deriva il nome di Ruiloba.
Nel Becerro de Behetrias, documento del 1351 che raccoglie notizie sui privilegi e doveri delle diverse località di Cantabria, Ruiloba è indicata come dipendente dal vescovado di Burgos benché ci fossero vincoli con l'Abadaia di Santillana, con quella di Oña e con alcune famiglie nobili locali come i Ceballos e i de la Vega, in particolare questi ultimi che s'imposero e quando furono fatti marchesi di Santillana nel XIV secolo acquistarono un potere assoluto su queste terre, esercitando con la forza la propria giustizia, imponendo tributi e compiendo soprusi tanto che le popolazioni inviarono delegazioni dal re Giacomo II per protestare e chiedere il ritorno al regime di realengo che era di dipendenza diretta dalla Corona con autonomia amministrativa. Il re diede risposta negativa e alle diverse popolazioni non restò da fare altro che ricorrere alla giustizia intentando un'azione legale che va sotto il nome di Pleito de los Valles (processo delle valli). Ovviamente i de la Vaga fecero di tutto per impedire che il processo si concludesse secondo i desideri delle valli e occorse più di un secolo per avere al sentenza dalla Real Chancilleria de Valladolid che diede ragione alle valli che riebbero pertanto il regime di realengo.
Il municipio di Ruiloba entrò a far parte della provincia di delle Nueve villas de la Costa de la mar ad eccezione delle località di Santa Maria e Trasierra che dipendevano dall'Abadia di Santillana. Nei secoli XVII e XVIII nel territorio di Riuloba fu molto attiva ed apprezzata la costruzione di attrezzi per la pesca forniti ai pescatori della Cantabria e anche di altre regioni. All'inizio del XIX secolo durante il cosiddetto "triennio liberale" dal 1820 al 1823 in cui si pose fine al sistema feudale, precisamente nel 1822, si formò il comune costituzionale che comprendeva Ruiloba e Cóbreces, quest'ultimo si staccò poi nel 1835 e da questa data Ruiloba appartenne al partido judicial (distretto giudiziario) di San Vicente de la Barquera come è tuttora.

## Monumenti e luoghi d'interesse
Diverse espressioni di arte rupestre del periodo paleolitico possono essere viste nella Cueva de El Portel I nella frazione comunale di Casasola, ed anche interessanti sono diverse altre grotte. Nel patrimonio di architettura religiosa si distinguono il Monasterio de San José dei secoli XVIII-XIX nella località di Pando, le chiese di Santiago del XVIII secolo nella frazione di Tramatón, di El Carmen del XVIII secolo a Coucha, di Nuestra Señora de l'Asuncion del 1635 ricostruita nel XIX secolo a Ruiloba, di Santa Eulalia del XVIII secolo a Trasierra, la Ermita de San Roque del XVIII secolo a Pando e la Ermita de Nuestra Señora de los Remedios del XIX secolo in Liandres. Di architettura civile sono da citare la Casa de los Reyes a Liandres e la Casa y Torre' di Trasierra, entrambe del XVIII secolo.

## Feste
Nonostante la ganaderia (allevamento del bestiame) abbia perso il peso che aveva in passato per l'economia locale, si è tuttora attenti al patrimonio di tradizioni e di esperienze in questa attività che peraltro occupa il 17,5% della popolazione attiva. Si svolgono infatti gare di trascinamento di legname da parte di bovini dette arrastre e ogni due anni in coincidenza con la festa di Santa Eulalia si tiene una Exposicion ganadera.
Una festa caratteristica è quella in onore della Virgen de los Rimedios che si tiene annualmente in Liandres il 2 luglio. In questa occasione si effettua la Danza de las Lanzas caratteristica di Ruiloga in cui le lance sono rappresentate da bastoni dipinti di due colori ornati da nastri e carta con i quali un gruppo di 21 ragazzi si esibisce in esercizi di destrezza mentre altri ballerini danzano al suono dei tamburelli e delle nacchere. È una manifestazione ancestrale di folclore locale molto nota in Cantabria e dichiarata di interesse turistico regionale.